# أبو حمص (مركز)
مركز أبو حمص، مركز إداري مصري. يقع في شمال وسط محافظة البحيرة الواقعة أقصى شمال جمهورية مصر العربية. مدينة أبو حمص عاصمة المركز بها قرى عديده ومنها قرية أبو هواش